# 小川精機
小川精機株式会社（おがわせいき）は日本の模型用エンジンのメーカー。双葉電子工業の子会社。　

## 概要
模型用内燃機関（グローエンジン）の製造で常に模型界をリードしてきた。作動原理は実物とほぼ同じ（点火方式が違う）である。
かつてはタミヤにも技術協力をしていた時期もあった
また、模型用パルスジェットの販売や模型用ロータリーエンジンの世界初の量産や、4サイクルエンジン、スーパーチャージャー、燃料噴射装置等、技術革新に積極的でOSエンジンは愛好家にとって欠かせない物となっている。模型飛行機による世界初の大西洋横断時にもOSエンジンが使用された。かつてはライブスチーム（模型蒸気機関車）の製造・販売も手がけていた。

## 沿革
- 1936年 - 創業者小川重夫が自宅の一部に6坪の工場をつくり模型用蒸気エンジンを製造したのがはじまり[5]。
- 1941年 - 株式会社として設立[2]
- 1968年 - ロータリーエンジン発売、グラウプナ社にOEM供給
- 1978年 - ライブスチームの販売開始[2]
- 1983年 - 奈良工場建設[2]
- 1986年 - 社史「我が模型人生」出版（非売品）
- 1993年 - 双葉電子工業グループの一員となる[2]。
- 2020年5月20日 - 2021年3月末を以てライブスチームの販売を終了する旨を発表。また、6月以降は新規生産を停止し在庫販売のみとなる旨を同時に発表[6]。

## 主な製品
- 模型用エンジン[7]
  - 飛行機用エンジン
    - 2ストローク
    - 4ストローク（多気筒）
    - 4ストローク（単気筒）
    - ロータリー
    - 2ストロークガソリン
    - 4ストロークガソリン

  - ヘリ用エンジン
  - カー用エンジン
  - マリーン用エンジン
- モーター＆ESCO
- マルチコプター関連商品
- パーツ＆アクセサリー
- O.S. GLOW PLUG（グロープラグ）
- NITRO-X（グロー燃料）
- ライブスチーム製品（模型蒸気機関車）

## 主なカー用エンジン
| Code No. | エンジン名                         | 排気量 [cc] | 最大出力           | 実用回転数 [rpm] | 重量 [g] | シリーズ           | 備考                                       |
| -------- | ---------------------------------- | ----------- | ------------------ | ---------------- | -------- | ------------------ | ------------------------------------------ |
| 1A100    | R2102                              | 3.49        | 2.8ps / 33,000rpm  | 4,000 ～ 45,000  | 340      | O.S.SPEED ON-ROAD  |                                            |
| 1A400    | T1201                              | 2.10        | 1.75ps / 35,000rpm | 5,000 ～ 45,000  | 223      | O.S.SPEED ON-ROAD  |                                            |
| 1A200    | B2101                              | 3.46        | 2.65ps / 34,000rpm | 4,000 ～ 42,000  | 352      | O.S.SPEED OFF-ROAD |                                            |
| -        | 21XZ-B SpecII                      | 3.49        | 2.65ps / 34,000rpm | 4,000 ～ 42,000  | 355      | O.S.SPEED OFF-ROAD |                                            |
| -        | MAX-21XZ-B ver.II                  | 3.49        | 2.6ps / 34,000rpm  | 3,000 ～ 41,500  | 362      | XZシリーズ         |                                            |
| 12200    | MAX-21XR-B                         | 3.49        | 2.45ps / 33,000rpm | 4,000 ～ 40,000  | 370      | XRシリーズ         | 1/8オフロードバギー用                      |
| 13966    | MAX-30VG(P)ES                      | 5.0         | 3.0ps / 28,000rpm  | 4,000 ～ 36,000  | 436      | VGシリーズ         | モンスタートラック用                       |
| 13644    | MAX-21VG-P                         | 3.46        | 2.0ps / 30,000rpm  | 3,000 ～ 36,000  | 347      | VGシリーズ         | 1/8クラス スケールカー・バギー用           |
| 1AK00    | MAX-12TG Ver.III                   | 2.1         | 0.9ps / 30,000rpm  | 5,000 ～ 32,000  | 216      | TGシリーズ         |                                            |
| 11943    | MAX-18TZ-TX                        | 3.0         | 1.8ps / 29,000rpm  | 3,000 ～ 34,000  | 263.7    | CV/TZシリーズ      | 1/10クラスツーリングカーオフロードバギー用 |
| 11940    | MAX-18TZ(P)-T                      | 3.0         | 1.8ps / 29,000rpm  | 3,000 ～ 34,000  | 225.8    | CV/TZシリーズ      | 1/10クラスツーリングカーオフロードバギー用 |
| 11880    | MAX-18CV-RX(ロータリーキャブ）     | 3.0         | 1.35ps / 28,000rpm | 3,000 ～ 32,000  | 295.5    | CV/TZシリーズ      | スタジアムトラック・オフロードビーグル用   |
| 11881    | MAX-18CV-RX(スライドキャブレター） | 3.0         | 1.35ps / 28,000rpm | 3,000 ～ 32,000  | 295.5    | CV/TZシリーズ      | スタジアムトラック・オフロードビーグル用   |
| 11510    | MAX-15CV-X                         | 2.49        | 0.68ps / 29,000rpm | 3,000 ～ 30,000  | 266      | CV/TZシリーズ      | 10クラス オフロードバギー・スケールカー用  |

※1PS=735.5W (馬力)

## 模型用ロータリー・エンジン
| Code No. | エンジン名               | 排気量 [cc] | 最大出力          | 実用回転数 [rpm] | 重量 [g] | シリーズ             | 備考                   |
| -------- | ------------------------ | ----------- | ----------------- | ---------------- | -------- | -------------------- | ---------------------- |
| 31620    | ROTARY ENGINE 49PI TYPEⅡ | 4.97        | 1.1ps / 17,000rpm | 2,500 ～ 18,000  | 421      | WANKEL ROTARY ENGINE | （生産終了）           |
| -        | ROTARY ENGINE I-49       | 4.97        | -                 | -                | -        | -                    | 1970年発売（生産終了） |

## ライブスチーム製品の取り扱い上の注意
長期間使用していないボイラーの安全弁は、水に含まれるミネラルにより固着して既定の圧力で作動しない可能性があり、使用前に分解して整備する必要がある。ボイラーに使用する水はなるべくミネラル成分を含まない精製水を使用する事が望ましい（水道水にはカルシウムやナトリウム等のミネラル成分が含まれ、濃縮されることにより、スケールと呼ばれる付着物となる）。
小川精機の製品に限らないが、70年代から80年代にかけてのライブスチーム製品はボイラーやバーナー周辺にアスベストを使用しているものがあり、取扱いに注意を要する。ただし、同社の製品は、創業者の小川重夫が1979年のアメリカ視察旅行の際、販売代理店より米国ではアスベストを含んだ製品は規制により輸入できないとの説明を受け、帰国後の1980年以降の製品にはアスベストは使用されていない。